# Tajemnice Sulphur Springs
Tajemnice Sulphur Springs (ang. Secrets of Sulphur Springs, od 2021) – amerykański serial przygodowy wytwórni Disney Channel Original Series stworzony przez Tracey Thomson. Jego amerykańska premiera odbyła się 15 stycznia 2021 roku na kanale Disney Channel. Polska premiera serialu odbyła się 24 kwietnia 2021 roku na antenie Disney Channel.
23 kwietnia 2021 roku potwierdzono, że serial został przedłużony o drugi sezon.

## Obsada

### Główna
- Preston Oliver jako Griffin Campbell
- Kyliegh Curran jako Harper Marie Dunn
- Elle Graham jako Savannah Dillon
- Madeleine McGraw jako Zoey Campbell
- Landon Gordon jako Wyatt Campbell
- Kelly Frye jako Sarah Campbell
- Josh Braaten jako Bennett "Ben" Campbell, Jr.
  - Jake Melrose jako młody Bennett "Ben" Campbell, Jr.

### Drugoplanowa
- Diandra Lyle jako Jessica "Jess" Dunn
  - Izabela Rose jako młoda Jessica "Jess" Dunn
- Bryant Tardy jako Topher Dunn
- Jim Gleason jako Bennett Campbell, Sr.
- Trina LaFargue jako Becky
- Sherri Marina jako pani Douglas (sezon 1)[4]

## Odcinki

### Seria 1 (2021)
| Nr | Tytuł                            | Tytuł polski                         | Reżyseria          | Scenariusz          | Premiera         | Premiera w Polsce |     |
| -- | -------------------------------- | ------------------------------------ | ------------------ | ------------------- | ---------------- | ----------------- | --- |
| 1  | Once Upon a Time                 | Dawno, dawno temu                    | Jennifer Phang     | Tracey Thomson      | 15 stycznia 2021 | 24 kwietnia 2021  | 101 |
| 2  | Somewhere in Time                | Gdzieś w czasie                      | Fred Gerber        | Tracey Thomson      | 15 stycznia 2021 | 24 kwietnia 2021  | 102 |
| 3  | Straight Outta Time              | Poza czasem                          | Fred Gerber        | Charles Pratt Jr.   | 15 stycznia 2021 | 25 kwietnia 2021  | 103 |
| 4  | Time to Face the Music           | Czas wyzwań                          | Patricia Cardoso   | Lindsey Klingele    | 22 stycznia 2021 | 25 kwietnia 2021  | 104 |
| 5  | Parsley, Sage, Rosemary and Time | Pietruszka, szałwia, rozmaryn i czas | Patricia Cardoso   | R. Lee Fleming Jr.  | 29 stycznia 2021 | 1 maja 2021       | 105 |
| 6  | Time Warped                      | Czaso-zmieniacze                     | Robert J. Metoyer  | Elena Song          | 5 lutego 2021    | 1 maja 2021       | 106 |
| 7  | Long Time Gone                   | Zniknięcie                           | Robert J. Metoyer  | Katherine Kearns    | 12 lutego 2021   | 2 maja 2021       | 107 |
| 8  | If I Could Turn Back Time        | Gdyby dało się cofnąć czas           | Mary Lou Belli     | Tracey Thomson      | 19 lutego 2021   | 2 maja 2021       | 108 |
| 9  | As Time Goes By                  | ---                                  | Mary Lou Belli     | Elena Song          | 26 lutego 2021   | 8 maja 2021       | 109 |
| 10 | No Time Like The Present         | ---                                  | Charles Pratt, Jr. | R. Lee Fleming, Jr. | 5 marca 2021     | 8 maja 2021       | 110 |
| 11 | Time After Time                  | ---                                  | Charles Pratt, Jr. | Charles Pratt, Jr.  | 12 marca 2021    | 8 maja 2021       | 111 |

### Seria 2 (2022)
| Nr | Tytuł                   | Tytuł polski | Reżyseria          | Scenariusz          | Premiera         | Premiera w Polsce |     |
| -- | ----------------------- | ------------ | ------------------ | ------------------- | ---------------- | ----------------- | --- |
| 12 | Only Time Will Tell     | b.d.         | Charles Pratt, Jr. | Tracey Thompson     | 14 stycznia 2022 | b.d.              | 201 |
| 13 | No Time To Waste        | b.d.         | Charles Pratt, Jr. | Charles Pratt, Jr.  | 14 stycznia 2022 | b.d.              | 202 |
| 14 | Time Out                | b.d.         | Kristin Windell    | R. Lee Fleming, Jr. | 21 stycznia 2022 | b.d.              | 203 |
| 15 | Wrong Place, Wrong Time | b.d.         | Kristin Windell    | Lindsey Klingele    | 28 stycznia 2022 | b.d.              | 204 |
| 16 | It's About Time         | b.d.         | Morenike Joela     | Carmen Rose Corea   | 4 lutego 2022    | b.d.              | 205 |
| 17 | Crunch Time             | b.d.         | Morenike Joela     | Caroline Renard     | 11 lutego 2022   | b.d.              | 206 |
| 18 | Check-out Time          | b.d.         | Robert J. Metoyer  | Charles Pratt, Jr.  | 18 lutego 2022   | b.d.              | 207 |
| 19 | Time Is Not On Our Side | b.d.         | Robert J. Metoyer  | Tracey Thompson     | 25 lutego 2022   | b.d.              | 208 |